# Stygnicranaini
Tribu
Les Stygnicranaini sont une tribu d'opilions laniatores de la famille des Cranaidae.

## Distribution
Les espèces de cette tribu se rencontrent en Colombie et en Équateur.

## Liste des genres
Selon World Catalogue of Opiliones (11/08/2021) :
- Agathocranaus Orrico & Kury, 2009
- Stygnicranaus Roewer, 1913
- Tryferos Roewer, 1931

## Publication originale
- Roewer, 1913 : « Die Familie der Gonyleptiden der Opiliones-Laniatores [Part 2]. » Archiv für Naturgeschichte, sér. A, vol. 79, no 5, p. 257–472 (texte intégral).